# Perturbation
Perturbation (fra latin perturbatio (genitiv -onis), afledt af perturbare 'bringe i uorden/forstyrre') er et begreb fra især astronomien. Henri Poincaré viste i slutningen af 1800-tallet, med trelegemeproblemet, at tre eller flere (himmel)legemer ikke på lang sigt kan kredse om hinanden i et stabilt forløb. Idet der er tale om et deterministisk, men kaotisk system

## Teori
Bevæger en klode sig omkring en anden, idet de gensidig påvirker hinanden efter Newtons love, vil banen blive et keglesnit; er der nok en klode i nærheden, vil denne bringe banen til at afvige fra den elliptiske (parabolske eller hyperbolske) bevægelse. Denne afvigelse kaldes perturbation, og af de to kloder benævnes den ene den perturberte, den anden den perturberende, den tredje klode bliver centralkloden. Har man nu givet disse tre legemers beliggenhed og hastighed i et bestemt tidspunkt, og man spørger om beliggenheden og hastigheden til et opgivet tidsmoment, kalder man løsningen af denne opgave trelegemeproblemet. Hidtil er det ikke lykkedes den matematiske analyse at løse denne opgave i sin almindelighed, men i dag bruges computere til at løse den slags problemer ved hjælp af numeriske metoder som differentialligninger af typen Runge-Kutta. Kun for det specialtilfælde, at de tre legemers gensidige afstande står i konstant forhold til hverandre under den hele bevægelse, kan opgaven løses strengt. Men dette specialtilfælde kan deles i to underafdelinger, 1) Kloderne befinder sig på samme rette linje og vedbliver dermed, 2) de tre legemer danner altid en ligesidet triangel. I begge tilfælde bliver banen et keglesnit (tolegemeproblem). I visse specielle tilfælde, for eksempel når en komet kommer i umiddelbar nærhed af Jupiter eller en anden af de store planeter, kan perturbation blive så store, at den pertuberte klodes bane fuldstændig kan forandres. Men hvis de to legemers masse er meget lille i forhold til det tredje legemes, kan man behandle denne opgave matematisk. Og dette tilfælde er af stor betydning i vort Solsystem, hvor planeternes masser er små i forhold til Solens. Man kan betragte i første tilnærmelse en planets bevægelse om Solen, som om den og Solen alene udgør Solsystemet. På samme vis vil planetmånernes bevægelse om deres planet i det hovedsageligste bestemmes af planeten, idet Solen, som her er det perturberende legeme, vil have liden indvirkning, da månerne er planeten nærmere end Solen. Bevægelsen vil foregå meget nær efter tolegemeproblemet, banen altså være et keglesnit. Nu bestemmes bevægelsen i dette problem af visse såkaldte elementer (konstanter). Man kan da opfatte den perturberede bevægelse fremdeles som en keplersk bevægelse (keglesnit), men med elementer, som ikke er konstanter, men varierer (konstanternes variation), og disse variationer i elementerne kaldes elementperturbationer. Man har derfor perturbation i banens store halvakse, excentricitet, periheliets længde, inklination, knudelængden og epoken. Men foruden denne måde at tænke sig perturbation, kunne man også med de konstante elementer beregne den perturberende klodes koordinater efter det binære systems formler, og så til disse koordinater anbringe de korrektioner, som hidrører fra det perturberende legeme. Disse koordinatpertubationer er perturbation i radiusvektor, i bredde og i længde. Teorien for de sidstnævnte perturbation er udledt af Laplace, for de førstnævnte af Lagrange, men begge slags hænger på det nærmeste sammen med hinanden; i Hansens perturbationsteori er denne forbindelse stærkt fremtrædende, og denne teori er på en vis en mellemting mellem begge.
Det matematiske udtryk for en planets perturbation udledes i form af en uendelig række af led, som stiger efter potenser af banens excentricitet og inklination. De fleste af disse led er af den perturberende masses størrelses orden eller lavere orden og af periodisk natur med periode af samme størrelses orden som planetens omløbstid eller endnu lavere. Man kalder disse perturbation periodiske. Slige periodiske perturbation er i måneteorien, evektionen, variationen og den årlige ligning. Undtagelsesvis får nogle periodiske perturbation en forholdsvis lang periode derved, at to kloders omløbstider er nær kommensurable, ɔ: forholder sig til hinanden meget nær som to hele tal. Af sådanne kan nævnes den store ujævnhed i Jupiters og Saturns bevægelse, hvis periode er mere end 900 år. En lignende, men langt mindre ujævnhed finder sted ved Jorden og Venus med en periode af otte år. Under den matematiske analyse af perturbationsproblemet kan der efter visse metoder fås foruden de periodiske udtryk perturbationsled, som vokser proportionalt med tiden; man kalder disse perturbation sekulære, men i virkeligheden kan de, gennem eksaktere matematisk at behandle problemet, tilbageføres til periodiske udtryk.
Man inddeler perturbation i almindelige og specielle og tager herved hensyn til måden at beregne perturbation på. I første tilfælde fås beregningsresultatet gennem en fuldstændig analytisk udvikling af formlerne med derpå følgende indsætning af størrelsens numeriske værdi (med undtagelse af tiden t eller tilsvarende variabel), i andet fald gennem en rent numerisk og successiv beregning for et antal tidsmomenter, fordelte inden for et begrænset tidsområde. Uagtet de specielle perturbation således efter sagens natur har den svaghed, at de alene gælder for et begrænset tidsrum, har de megen anvendelse i astronomien i specielle tilfælde, for eksempel når det gælder at beregne perturbation for kometer, hvilke udledes af den almindelige perturbationsteori — som giver for alle tider gyldige resultater — men perturbation grundet af kometbanernes store excentricitet for tiden det ikke skulle være mulig praktisk at beregne. For asteroiderne kunne perturbation grundet af den store planet Jupiter blive ret betydelige. Man har derfor hovedsagelig perturbation grundet af deres store tal udarbejdet metoder, som går ud på at beregne en væsentlig del af perturbationsregningen fælles for hele grupper af små planeter (gruppe-perturbation). Specielt er den af Karl Bohlin udarbejdede metode blevet meget benyttet og anvendt i det store i det af Martin Brendel (1913) i Frankfurt a/M grundede Planeteninstitut.
Det analytiske udtryk, som fremstiller perturbation, kan man tænke sig ordnet efter potenser af de perturberende masser. De led, som er multiplicerede med første potens af de perturberende masser, kaldtes perturbation af første orden, de led, der indeholder som faktorer kvadraterne eller produkterne to og to af de perturberende masser, kaldes perturbation af anden orden, osv. I de fleste tilfælde vil det være tilstrækkeligt at tage hensyn til perturbation af første orden.